# Kvalifikace na Mistrovství Evropy ve fotbale 2020 – skupina I
Skupina I kvalifikace na mistrovství Evropy ve fotbale 2020 byla jednou z 10 kvalifikačních skupin na tento šampionát. Přímý postup na závěrečný turnaj si zajistily první 2 týmy. Na rozdíl od předchozích evropských kvalifikací do baráže nepostoupily týmy na základě pořadí v kvalifikační skupině, ale podle finálního žebříčku v jednotlivých skupinách (ligách A–D) Ligy národů UEFA 2018/19.

## Výsledky
| Legenda                                                                         |
| ------------------------------------------------------------------------------- |
| Vítěz skupiny a druhý v pořadí postupující přímo na šampionát                   |
| Týmy postupující do baráže o účast na šampionátu                                |
| V křížové tabulce vpravo je domácí tým v levém sloupci, hostující v horní řadě. |

### Tabulka
| Tým        | Z  | V  | R | P  | VG | IG | +/- | B  |
| ---------- | -- | -- | - | -- | -- | -- | --- | -- |
| Belgie     | 10 | 10 | 0 | 0  | 40 | 3  | +37 | 30 |
| Rusko      | 10 | 8  | 0 | 2  | 33 | 8  | +25 | 24 |
| Skotsko    | 10 | 5  | 0 | 5  | 16 | 19 | -3  | 15 |
| Kypr       | 10 | 3  | 1 | 6  | 15 | 20 | -5  | 10 |
| Kazachstán | 10 | 3  | 1 | 6  | 13 | 17 | -4  | 10 |
| San Marino | 10 | 0  | 0 | 10 | 0  | 43 | -43 | 0  |

|            | Belgie | Rusko | Skotsko | Kypr | Kazachstán | San Marino |
| ---------- | ------ | ----- | ------- | ---- | ---------- | ---------- |
| Belgie     | —      | 3:1   | 3:0     | 6:1  | 3:0        | 9:0        |
| Rusko      | 1:4    | —     | 4:0     | 1:0  | 1:0        | 9:0        |
| Skotsko    | 0:4    | 1:2   | —       | 2:1  | 3:1        | 6:0        |
| Kypr       | 0:2    | 0:5   | 1:2     | —    | 1:1        | 5:0        |
| Kazachstán | 0:2    | 0:4   | 3:0     | 1:2  | —          | 4:0        |
| San Marino | 0:4    | 0:5   | 0:2     | 0:4  | 1:3        | —          |

## Zápasy
| 21. března 2019 16:00                       |        |         |                                                                        |
| Kazachstán                                  | 3 : 0  | Skotsko | Astana Arena, Astana diváci: 27 641 rozhodčí: Srđan Jovanović (Srbsko) |
| Pertsukh 6' Vorogovskiy 10' Zaynutdinov 51' | Zpráva |         | Astana Arena, Astana diváci: 27 641 rozhodčí: Srđan Jovanović (Srbsko) |

| 21. března 2019 20:45                                              |        |            |                                                                       |
| Kypr                                                               | 5 : 0  | San Marino | GSP Stadium, Nikosia diváci: 3 175 rozhodčí: Juri Frischer (Estonsko) |
| Sotiriou 19' (pen.), 23' (pen.) Kousoulos 26' Efrem 31' Laifis 56' | Zpráva |            | GSP Stadium, Nikosia diváci: 3 175 rozhodčí: Juri Frischer (Estonsko) |

| 21. března 2019 20:45                   |        |             |                                                                                    |
| Belgie                                  | 3 : 1  | Rusko       | Stadion krále Baudouina, Brusel diváci: 34 245 rozhodčí: Ovidiu Hațegan (Rumunsko) |
| Tielemans 14' E. Hazard 45' (pen.), 88' | Zpráva | Čeryšev 16' | Stadion krále Baudouina, Brusel diváci: 34 245 rozhodčí: Ovidiu Hațegan (Rumunsko) |

| 24. března 2019 15:00 |        |                                                    |                                                                         |
| Kazachstán            | 0 : 4  | Rusko                                              | Astana Arena, Astana diváci: 29 582 rozhodčí: Slavko Vinčić (Slovinsko) |
|                       | Zpráva | Čeryšev 19', 45+2' Dzjuba 52' Beisebekov 62' (vl.) | Astana Arena, Astana diváci: 29 582 rozhodčí: Slavko Vinčić (Slovinsko) |

| 24. března 2019 18:00 |        |                       |                                                                                         |
| San Marino            | 0 : 2  | Skotsko               | San Marino Stadium, Serravalle diváci: 4 077 rozhodčí: Manuel Schüttengruber (Rakousko) |
|                       | Zpráva | McLean 4' Russell 74' | San Marino Stadium, Serravalle diváci: 4 077 rozhodčí: Manuel Schüttengruber (Rakousko) |

| 24. března 2019 20:45 |        |                             |                                                                          |
| Kypr                  | 0 : 2  | Belgie                      | GSP Stadium, Nikosia diváci: 8 728 rozhodčí: François Letexier (Francie) |
|                       | Zpráva | E. Hazard 10' Batshuayi 18' | GSP Stadium, Nikosia diváci: 8 728 rozhodčí: François Letexier (Francie) |

| 8. června 2019 18:00                                                                               |        |            |                                                                               |
| Rusko                                                                                              | 9 : 0  | San Marino | Mordovija Arena, Saransk diváci: 42 241 rozhodčí: Mohammed Al-Hakim (Švédsko) |
| Cevoli 25' (vl.) Dzjuba 31' (pen.), 73', 76', 88' Kudryashov 36' An. Miranchuk 41' Smolov 77', 83' | Zpráva |            | Mordovija Arena, Saransk diváci: 42 241 rozhodčí: Mohammed Al-Hakim (Švédsko) |

| 8. června 2019 20:45                |        |            |                                                                                             |
| Belgie                              | 3 : 0  | Kazachstán | Stadion krále Baudouina, Brusel diváci: 37 155 rozhodčí: Irfan Peljto (Bosna a Herzegovina) |
| Mertens 11' Castagne 14' Lukaku 50' | Zpráva |            | Stadion krále Baudouina, Brusel diváci: 37 155 rozhodčí: Irfan Peljto (Bosna a Herzegovina) |

| 8. června 2019 20:45    |        |               |                                                                           |
| Skotsko                 | 2 : 1  | Kypr          | Hampden Park, Glasgow diváci: 31 277 rozhodčí: Ola Hobber Nilsen (Norsko) |
| Robertson 61' Burke 89' | Zpráva | Kousoulos 87' | Hampden Park, Glasgow diváci: 31 277 rozhodčí: Ola Hobber Nilsen (Norsko) |

| 11. června 2019 16:00                             |        |            |                                                                               |
| Kazachstán                                        | 4 : 0  | San Marino | Astana Arena, Nur-Sultan diváci: 18 652 rozhodčí: Bartosz Frankowski (Polsko) |
| Kuat 45+1' Fedin 62' Sujumbajev 65' Islamkhan 79' | Zpráva |            | Astana Arena, Nur-Sultan diváci: 18 652 rozhodčí: Bartosz Frankowski (Polsko) |

| 11. června 2019 20:45 |        |         |                                                                                 |
| Belgie                | 3 : 0  | Skotsko | Stadion krále Baudouina, Brusel diváci: 32 482 rozhodčí: Petr Ardeleanu (Česko) |
| Lukaku 45+1', 57'     | Zpráva |         | Stadion krále Baudouina, Brusel diváci: 32 482 rozhodčí: Petr Ardeleanu (Česko) |

| 11. června 2019 20:45 |        |      |                                                                                           |
| Rusko                 | 1 : 0  | Kypr | Stadion Nižnij Novgorod, Nižnij Novgorod diváci: 42 228 rozhodčí: Marco Di Bello (Itálie) |
| Ionov 38'             | Zpráva |      | Stadion Nižnij Novgorod, Nižnij Novgorod diváci: 42 228 rozhodčí: Marco Di Bello (Itálie) |

| 6. září 2019 20:45 |        |            |                                                                          |
| Kypr               | 1 : 1  | Kazachstán | GSP Stadium, Nikosia diváci: 5 639 rozhodčí: Mattias Gestranius (Finsko) |
| Sotiriou 39'       | Zpráva | Ščotkin 2' | GSP Stadium, Nikosia diváci: 5 639 rozhodčí: Mattias Gestranius (Finsko) |

| 6. září 2019 20:45 |        |                                                    |                                                                                  |
| San Marino         | 0 : 4  | Belgie                                             | San Marino Stadium, Serravalle diváci: 2 523 rozhodčí: Horațiu Feșnic (Rumunsko) |
|                    | Zpráva | Batshuayi 43' (pen.), 90+2' Mertens 57' Chadli 63' | San Marino Stadium, Serravalle diváci: 2 523 rozhodčí: Horațiu Feșnic (Rumunsko) |

| 6. září 2019 20:45 |        |                                |                                                                                |
| Skotsko            | 1 : 2  | Rusko                          | Hampden Park, Glasgow diváci: 32 432 rozhodčí: Anastasios Sidiropoulos (Řecko) |
| McGinn 11'         | Zpráva | Dzjuba 40' O'Donnell 59' (vl.) | Hampden Park, Glasgow diváci: 32 432 rozhodčí: Anastasios Sidiropoulos (Řecko) |

| 9. září 2019 20:45 |        |            |                                                                                         |
| Rusko              | 1 : 0  | Kazachstán | Kaliningrad stadion, Kaliningrad diváci: 31 818 rozhodčí: Nikola Dabanović (Černá Hora) |
| Fernandes 89'      | Zpráva |            | Kaliningrad stadion, Kaliningrad diváci: 31 818 rozhodčí: Nikola Dabanović (Černá Hora) |

| 9. září 2019 20:45 |        |                                              |                                                                                  |
| San Marino         | 0 : 4  | Kypr                                         | San Marino Stadium, Serravalle diváci: 662 rozhodčí: Iwan Arwel Griffith (Wales) |
|                    | Zpráva | Kousoulos 2', 73' Papoulis 39' Artymatas 75' | San Marino Stadium, Serravalle diváci: 662 rozhodčí: Iwan Arwel Griffith (Wales) |

| 9. září 2019 20:45 |        |                                                        |                                                                   |
| Skotsko            | 0 : 4  | Belgie                                                 | Hampden Park, Glasgow diváci: 25 524 rozhodčí: Paweł Gil (Polsko) |
|                    | Zpráva | Lukaku 9' Vermaelen 24' Alderweireld 32' De Bruyne 82' | Hampden Park, Glasgow diváci: 25 524 rozhodčí: Paweł Gil (Polsko) |

| 10. října 2019 16:00 |        |                             |                                                                         |
| Kazachstán           | 1 : 2  | Kypr                        | Astana Arena, Nur-Sultan diváci: 11 769 rozhodčí: Craig Pawson (Anglie) |
| Yerlanov 34'         | Zpráva | Sotiriou 73' N. Ioannou 84' | Astana Arena, Nur-Sultan diváci: 11 769 rozhodčí: Craig Pawson (Anglie) |

| 10. října 2019 20:45 |        |            |                                                                                        |
| Belgie | 9 : 0  | San Marino | Stadion krále Baudouina, Brusel diváci: 34 504 rozhodčí: Anastasios Papapetrou (Řecko) |
| Lukaku 28', 41' Chadli 31' Brolli 35' (vl.) Alderweireld 43' Tielemans 45+1' Benteke 79' Verschaeren 84' (pen.) Castagne 90' | Zpráva |            | Stadion krále Baudouina, Brusel diváci: 34 504 rozhodčí: Anastasios Papapetrou (Řecko) |

| 10. října 2019 20:45                    |        |         |                                                                |
| Rusko                                   | 4 : 0  | Skotsko | Lužniki, Moskva diváci: 65 703 rozhodčí: Jakob Kehlet (Dánsko) |
| Dzjuba 57', 70' Ozdojev 60' Golovin 84' | Zpráva |         | Lužniki, Moskva diváci: 65 703 rozhodčí: Jakob Kehlet (Dánsko) |

| 13. října 2019 15:00 |        |                           |                                                                             |
| Kazachstán           | 0 : 2  | Belgie                    | Astana Arena, Nur-Sultan diváci: 26 801 rozhodčí: Gediminas Mažeika (Litva) |
|                      | Zpráva | Batshuayi 21' Meunier 53' | Astana Arena, Nur-Sultan diváci: 26 801 rozhodčí: Gediminas Mažeika (Litva) |

| 13. října 2019 18:00 |        |                                                      |                                                                       |
| Kypr                 | 0 : 5  | Rusko                                                | GSP Stadium, Nikosia diváci: 9 439 rozhodčí: Srđan Jovanović (Srbsko) |
|                      | Zpráva | Čeryšev 9', 90+2' Ozdojev 23' Dzjuba 79' Golovin 89' | GSP Stadium, Nikosia diváci: 9 439 rozhodčí: Srđan Jovanović (Srbsko) |

| 13. října 2019 18:00                                           |        |            |                                                                         |
| Skotsko                                                        | 6 : 0  | San Marino | Hampden Park, Glasgow diváci: 20 699 rozhodčí: Jérôme Brisard (Francie) |
| McGinn 12', 27', 45+1' Shankland 65' Findlay 67' Armstrong 87' | Zpráva |            | Hampden Park, Glasgow diváci: 20 699 rozhodčí: Jérôme Brisard (Francie) |

| 16. listopadu 2019 15:00 |        |                         |                                                                        |
| Kypr                     | 1 : 2  | Skotsko                 | GSP Stadium, Nikosia diváci: 7 595 rozhodčí: Harald Lechner (Rakousko) |
| Efrem 47'                | Zpráva | Christie 12' McGinn 53' | GSP Stadium, Nikosia diváci: 7 595 rozhodčí: Harald Lechner (Rakousko) |

| 16. listopadu 2019 18:00 |        |                                             |                                                                                         |
| Rusko                    | 1 : 4  | Belgie                                      | Krestovskij stadion, Petrohrad diváci: 53 317 rozhodčí: Artur Soares Dias (Portugalsko) |
| Dzhikiya 79'             | Zpráva | T. Hazard 19' E. Hazard 33', 40' Lukaku 72' | Krestovskij stadion, Petrohrad diváci: 53 317 rozhodčí: Artur Soares Dias (Portugalsko) |

| 16. listopadu 2019 18:00 |        |                                           |                                                                              |
| San Marino               | 1 : 3  | Kazachstán                                | San Marino Stadium, Serravalle diváci: 643 rozhodčí: Ali Palabıyık (Turecko) |
| Berardi 77'              | Zpráva | Zaynutdinov 6' Sujumbajev 22' Ščotkin 26' | San Marino Stadium, Serravalle diváci: 643 rozhodčí: Ali Palabıyık (Turecko) |

| 19. listopadu 2019 20:45                                                |        |                |                                                |
| Belgie                                                                  | 6 : 1  | Kypr           | Stadion krále Baudouina, Brusel diváci: 40 568 |
| Benteke 16', 68' De Bruyne 36', 41' Carrasco 44' Christoforou 51' (vl.) | Zpráva | N. Ioannou 14' | Stadion krále Baudouina, Brusel diváci: 40 568 |

| 19. listopadu 2019 20:45 |        |                                                                   |                                                                                    |
| San Marino               | 0 : 5  | Rusko                                                             | San Marino Stadium, Serravalle diváci: 1 604 rozhodčí: Thorvaldur Árnason (Island) |
|                          | Zpráva | Kuzjajev 3' Petrov 19' Alex Mirančuk 49' Ionov 56' Komličenko 78' | San Marino Stadium, Serravalle diváci: 1 604 rozhodčí: Thorvaldur Árnason (Island) |

| 19. listopadu 2019 20:45       |        |                 |                                                                         |
| Skotsko                        | 3 : 1  | Kazachstán      | Hampden Park, Glasgow diváci: 19 515 rozhodčí: Bas Nijhuis (Nizozemsko) |
| McGinn 48', 90+1' Naismith 64' | Zpráva | Zaynutdinov 34' | Hampden Park, Glasgow diváci: 19 515 rozhodčí: Bas Nijhuis (Nizozemsko) |